# Lamprosema binoculalis
Lamprosema binoculalis là một loài bướm đêm trong họ Crambidae.